# Eleição presidencial no Uzbequistão em 2021
As eleições presidenciais uzbeques de 2021 foram realizadas em 24 de outubro. Esta foi a sexta eleição presidencial realizada na república desde sua independência.
O presidente em exercício Shavkat Mirziyoyev ganhou um segundo mandato com uma maioria de 80,1% dos votos, embora tenha o menor desempenho para um candidato em termos de participação nos votos desde 1991. Maqsuda Vorisova, do Partido Democrático Popular do Uzbequistão (PDPU), foi a segunda colocada e Alisher Qodirov, do Milliy Tiklanish, ficou em terceiro lugar, o que marcou a primeira vez que mais de dois candidatos obtiveram oficialmente mais de 5% dos votos.
Mirziyoyev era amplamente esperado para ganhar oficialmente por uma grande margem. Duas figuras proeminentes da oposição haviam declarado sua intenção de concorrer contra Mirziyoyev, mas foram repetidamente recusadas o registro para seus partidos de nomeação pelas autoridades, com um dos candidatos, o cantor famoso Jahongir Otajonov que foi apoiado pelo banido Partido Democrata Erk (EDP), sendo retirado da corrida devido à aparente intimidação política. Khidirnazar Allakulov, um ex-reitor, tentou disputar a corrida criando seu próprio partido político chamado Partido Social-Democrata verdade e progresso (HTSDP) no processo que foi negado registro também, tornando-o desqualificado para concorrer sem deixar candidatos da oposição para comparecer às urnas.

## Contexto
A eleição presidencial anterior foi realizada em 2016, após a morte do presidente Islam Karimov em 2 de setembro daquele ano. A Constituição determinou que a eleição fosse realizada dentro de três meses após a morte de Karimov. O presidente interino Shavkat Mirziyoyev venceu as eleições com 90% dos votos para os quais foram descritos por observadores internacionais e mídia como uma farsa com uma "falta de uma escolha genuína" entre os candidatos presidenciais. A última vez que um presidente uzbeque enfrentou um sério desafiante em uma eleição foi em 1991, o ano da independência do país.

## Sistema eleitoral
O presidente do Uzbequistão é eleito usando o sistema de dois turnos, com uma eleição em segundo turno entre os dois candidatos mais bem colocados realizado se nenhum candidato receber a maioria absoluta dos votos no primeiro turno. O Escritório de Instituições Democráticas e Direitos Humanos da Organização para a Segurança e Cooperação na Europa (OSCE), que observou as eleições de 2016, informou que as eleições não tinham concorrência real porque o partido no poder estava em uma posição muito mais forte, e devido às limitações sobre certas liberdades, como o direito da mídia de reportar sobre política de forma irrestrita.

## Resultados
| Candidato                            | Partido                                      | Votos      | %     |
| ------------------------------------ | -------------------------------------------- | ---------- | ----- |
| Shavkat Mirziyoyev                   | Partido Democrático Liberal                  | 12,988,964 | 80.31 |
| Maqsuda Vorisova                     | Partido Democrático Popular                  | 1,075,016  | 6.65  |
| Alisher Qodirov                      | Partido Democrático de Renascimento Nacional | 888,515    | 5.49  |
| Narzullo Oblomurodov                 | Partido Ecológico                            | 670,641    | 4.15  |
| Bahrom Abduhalimov                   | Partido Social-Democrata da Justiça          | 549,766    | 3.40  |
| Total                                | Total                                        | 16,172,902 | 100.0 |
|                                      |                                              |            |       |
| Votos válidos                        | Votos válidos                                | 16,172,902 | 99.76 |
| Votos inválidos/em branco            | Votos inválidos/em branco                    | 39,441     | 0.24  |
| Total de votos                       | Total de votos                               | 16,212,343 | 100.0 |
| Eleitores registrados/comparecimento | Eleitores registrados/comparecimento         | 20,158,907 | 80.42 |
| Fonte:CEC, AKIpress                  |                                              |            |       |